# Jemtsa
Jemtsa (ryska Емца) är en ort i länet Archangelsk oblast i Ryssland. Den ligger 42 kilometer norr om Plesetsk och 172 kilometer söder om Archangelsk. Folkmängden uppgår till cirka 1 000 invånare.